# Albert Tjåland
Albert Braut Tjåland, född 11 februari 2004 i Bryne, är en norsk professionell fotbollsspelare som spelar som anfallare för Molde FK i Eliteserien.

## Klubblagskarriär
Tjåland fostrades i Brynes ungdomsakademi där han spelade för klubbens U13 till U19-lag. Han debuterade för Bryne 2 i norska tredjedivisionen den 19 oktober 2019 som inhoppare i en 7-2-förlust på hemmaplan mot Viking 2.  På grund av sitt imponerande målfacit i ungdomslagen började han sedan träna med A-laget och gjorde så småningom sin debut den 2 mars 2020 i en vänskapsmatch mot Egersunds.
Efter att ha gjort 69 mål på 48 matcher för Brynes ungdomslag värvades Tjåland av Molde sommaren 2020. Hans målfacit uppmärksammades av olika medier då han spelade i Molde.
Tjåland gjorde sin proffsdebut för Molde den 25 juli 2021 som inhoppare i en 4–1-seger på bortaplan mot Spjelkavik i norska cupen. Han ersatte David Datro Fofana i den 83:e minuten och bara några minuter senare gjorde han mål.
Sedan 2022 är Tjåland utlånad till Bryne 2.

## Privatliv
Albert Braut Tjåland är kusin med Erling Haaland, som spelar för Manchester City, och Jonatan Braut Brunes, som spelar för Strømsgodset.

## Statistik

### Klubblag
| Klubb         | Säsong | Liga        | Liga    | Liga | Cup     | Cup | Europa  | Europa | Totalt  | Totalt |
| Klubb         | Säsong | Division    | Matcher | Mål  | Matcher | Mål | Matcher | Mål    | Matcher | Mål    |
| ------------- | ------ | ----------- | ------- | ---- | ------- | --- | ------- | ------ | ------- | ------ |
| Bryne 2       | 2019   | 3. divisjon | 1       | 0    | –       | –   | –       | –      | 1       | 0      |
| Molde 2       | 2021   | 3. divisjon | 10      | 1    | –       | –   | –       | –      | 10      | 1      |
| Molde 2       | 2022   | 3. divisjon | 9       | 4    | –       | –   | –       | –      | 9       | 4      |
| Molde 2       | 2023   | 3. divisjon | 2       | 0    | –       | –   | –       | –      | 2       | 0      |
| Molde         | 2021   | Elitserien  | 0       | 0    | 1       | 1   | 0       | 0      | 1       | 1      |
| Bryne 2 (lån) | 2022   | 4. divisjon | 8       | 7    | –       | –   | –       | –      | 8       | 7      |
| Totalt        | Totalt | Totalt      | 30      | 12   | 1       | 1   | 0       | 0      | 31      | 13     |